# Опсада Рима (537—538)
Опсаду Рима (537-538) су извели Остроготи под вођством краља Витигеса. Бранитеље је преводио Велизар. Опсада је започела јануара 537. године
Најбољи опис опсаде оставио нам је Велизаров секретар и правни саветник Прокопије из Цезареје (лат. Prokopius), засигурно очевидац опсаде. Прокопије из Цезареје нам је оставио сведочанство да је Витигес на почетку опсаде порушио поједина места на акведуктима како би Рим остао без воде, и да та вода из аквадукта не би могла да покреће ни млинове који су у граду млели жито. Велизар је овај проблем заобишао тако што је млинове, тј. воденице окачио између бродова, тако да их је сада окретала вода реке Тибар. Остроготи су онда пуштали низ воду лешеве византијских војника, не би ли заглавили млинове, али је Велизар и овај проблем решио тако што је преко Тибра поставио ланац, на коме су се лешеви зустављали, тако да нису стизали до воденичних точкова. У реци је било и те како довољно воде за браниоце за пиће, а у близини Тибра било је и бунара у довољном броју. Једини потенцијални проблем Велизару могла је бити канализација, али пошто се и она празнила у реку, сматрало се да Остроготи неће моћи кроз канализацију да нападну Рим.
Витигес је око Рима поставио седам својих војних логора, добро брањених, али је обим зидина Рима био тако велики да се испоставило да седам логора није довољно – око града је остало пуно прилаза, кроз које су браниоци пролазили, довлачећи у град залихе, углавном ноћу. За напад на град, Витигес је био конструисао дрвене куле високе исто као и зидине Рима, које су вукли волови; поред тога, спремио је мноштво мердевина за пењање, као и четири „овна“, којим је руковало по 50 људи. Потом је наредио да се припреми велики број свежњева прућа и трске, и да се то побаца у јаркове и канале са водом око Рима, не би ли ове опсадне справе могле да приђу зидинама.
Велизар је, у граду Риму за одбрану имао само 5000 царских војника и градску милицију. У сваком случају, знатно малобројније снаге од Острогота. Али то је желео да надокнади ударном снагом својих катапулта, који су бацали пројектиле од камена и другог материјала. Поред тога спремио је и једно необично одбрамбено оружје звано „вук“, у облику огромне дрвене плоче налик на врата неког гигантског амбара, али са шиљцима тј. „кљуновима“ са спољашње стране. Ови „вукови“ су мировали прислоњени уз градске зидине или капије, а када би се маса остроготске пешадије накупила у близини, „вук“ би био пуштан да једноставно падне на непријатеља, наравно шиљцима надоле. Противници би остали згњечени и испробадани испод тешког „вука“.
Велизар је појачао своје бројно стање и тако што је у своје јединице укључио и грађане Рима, чиме је одржавао борбени морал у граду. Најзад, да би имао више хране, наредио је да сви који „једу а нису од користи“ – жене, деца и сви други цивили неукључени у ратни напор – изађу тј. искраду се из Рима и провуку се у друге градове Италије, пре свега у Напуљ.
Осамнаестог дана опсаде, Витигес је ударио свим снагама, на све капије и сва слаба места на зидинама. Но, евидентно му је недостајало искуство са опсадама. Његове опсадне куле, ионако малобројне, на само једном или два места су успеле да се довуку до бедема. Остатак напада се састојао само од покушаја са овновима, мердевинама, покушајем поткопавања зидина, „корњачом“ од спојених штитова, и стрелцима који су имали задатак да уклоне браниоце са зидина.
Прокопије из Цезареје нам је оставио опис надирања Острогота ка једној капији која се звала „Саларијанка“, а чијом одбраном је руководио лично Велизар: „Велизар даде знак, и цела војска одапињати стреле поче, а онима око себе рече да само волове гађају; па волови (који су вукли опсадне куле) одмах мртви попадаше, тако да се непријатељ нађе у чуду шта сада да ради у тим кулама, које више нису могле ни напред ни назад. Сада постаде јасно зашто Велизар у својој мудрости није хтео непријатеља на великој удаљености заустављати, и зашто се (раније) смејао глупости варвара, који су мислили да ће њихови волови стићи живи до зидова тврђаве“.
Витигес је ову незгоду покушао да поправи тако што је оставио велике снаге пред капијом „Салиријанком“, са наређењем да се не гине ни у каквом узалудном нападу али да се на браниоце одапињу најразличитији пројектили да би се онемогућило да ти исти браниоци интервенишу негде другде. Прокопије из Цезареје каже да је овај остроготски план пропао због једног чудноватог инцидента: „Један крупан и јак Гот, ратник добар, у грудном оклопу и са шлемом на глави (што значи да је био један од олемских поглавица) не хтеде у редовима својих другова остати, него стаде поред стабла једног дрвета, много стрела одапињући на браниоце на бедему. Али неким случајем се задеси, да баш њега погоди једно копље из машине хитнуто ... прободе га и кроз оклоп и кроз тело, и још се до пола своје дужине у дрво заби; а он остаде да виси тако прибоден за дрво, мртав. Када то видеше Готи, велики их обузе страх, па се измакоше далеко изван домашаја; остадоше у бојном реду, али не гледајући више оне на зидинама“.
Могуће је да је Прокопије из Цезареје мало слободније приказао ову ситуацију, јер би се Остроготи и без тог инцидента повукли изван домашаја катапулта и других артиљеријских машина, напросто зато што им је то било и више но разумно. Свакако, повлачење Острогота је омогућило Велизару да премести снаге са капије „Саларијанка“ и да интервенише на другом, најслабијем месту одбране, које се звало „Виваријум“. Ту су Римљани некада држали дивље животиње. Витигесови људи су су успели да поткопају или разруше један део зида, и да продру унутра. Али, на изненађење нападача „Виваријум“ је сам по себи био затворен простор, ограђен својим зидовима. Остроготи који су продрли унутра, нису могли даље, а Велизар је изненада отворио оближњу капију, јурнуо са главнином својих снага кроз њу и разјурио Остроготе а притом је и запалио њихове опсадне справе. Овај противнапад је вероватно био део укупне Велизарове стратегије одбране јер, ускоро је нешто слично успео и код капије „Саларијанка“.
Мало је недостајало да Витигес овим својим снагама са главним нападом успе, али, он није успео ни да сруши зидине, ни да изглањивањем натера браниоце на предају, ни да подмити или обмане некога да му отвори неку од капија. Очигледно је да није имао довољно искуства у опсадним подухватима, нити је имао довољно спраава, а ни инжењера;
Велизар је тачно знао шта му ваља радити. Зато је Витиг покушао да оствари своје циљеве дипломатијом и општим прекидом непријатељстава. То је Велизару само дало прилику да доведе појачања и допреми храну. У једном тренутку, када је византијска војска била изван зидина, на тзв. „Нероновој равници“, Витигес је кренуо у битку тако што је у средину поставио масу пешадије и стрелаца, а на оба крила збијене масе коњице. Добио је битку, али су се браниоци повукли у град. Пролазили су зимски месеци током којих је византијска коњица добила појачања, па је нападала остроготску позадину и најзад је током једног напада, похватала и заробила породице остроготских ратника – жене и децу. Најзад су се Вазнтинци примакли Витигесовој престоници, Равени. Зато је Витигес, у марту 538. године, одустао од опсаде Рима и отишао. Прокопије из Цезареје каже да је непријатељ имао 30000 мртвих, али вероватнија цифра је око 3000.